# Hans-Gunnar Liljenwall
Hans-Gunnar Liljenwall (ur. 9 lipca 1941 w Jönköping) – szwedzki pięcioboista nowoczesny. Uczestnik igrzysk olimpijskich (1964, 1968, 1972), wicemistrz świata (1967) w drużynie.
Pierwszy olimpijczyk zdyskwalifikowany podczas igrzysk olimpijskich za stosowanie używek.

## Życiorys
Na igrzyskach olimpijskich 1964 zajął 11. miejsce indywidualnie i czwarte z drużyną Szwecji.
W 1968 roku pierwotnie Liljenwall wraz z drużyną Szwecji zdobyli brązowy medal olimpijski, tracąc 60 punktów do Związku Radzieckiego. Jednak podczas zawodów Hans-Gunnar Liljenvall został zdyskwalifikowany po wykryciu w jego organizmie alkoholu. Liljenvall stał się tym samym pierwszym Olimpijczykiem wykluczonym za stosowanie używek, przez co został wpisany do Księgi rekordów Guinnessa. Powodem tej sytuacji miała być duża presja na reprezentacji Szwecji po wspaniałej formie Björna Ferma, który indywidualnie zdobył złoto. Liljenwall nie chciał zawieść swojej drużyny, przez co nie mógł uspokoić się przed strzelaniem z pistoletu. Nie uspokoił go sen, dlatego tuż przed wejściem na strzelnicę wypił dwa piwa, do czego później przyznał się przed komisją. W trakcie konkurencji szło mu dobrze i nie widział w swoim postępowaniu problemu, dlatego po zrobieniu testu antydopingowego wrócił do wioski olimpijskiej i przygotowywał się z resztą drużyny do kolejnych konkurencji. Szwedom poszło bardzo dobrze w pływaniu i po zakończeniu zawodów olimpijskich zajęli trzecie miejsce. Wzięli udział w ceremonii medalowej i otrzymali brązowe medale. W trakcie świętowania sukcesu otrzymali wiadomość o dyskwalifikacji Liljenvalla po przekroczeniu poziomu 0,4 promila alkoholu w jego krwi.
W 1972 roku wystąpił po raz ostatni na igrzyskach olimpijskich, indywidualnie był 25., zaś jego reprezentacja zajęła drużynowo piąte miejsce.

## Osiągnięcia
Mistrzostwa świata
- drużynowo (1967)[11]